# لانوکا، هاربر، نیوجرسی
لانوکا (به انگلیسی: Lanoka Harbor) یک منطقهٔ مسکونی در ایالات متحده آمریکا است که در شهرستان اوشن، نیوجرسی واقع شده‌است.